# 丽克·彼得森-施密特
丽克·彼得森-施密特（丹麥語：Rikke Petersen-Schmidt，1975年1月14日—），丹麦女子手球运动员。她曾代表丹麦国家队参加2000年和2004年夏季奥林匹克运动会手球比赛，两届比赛均获得金牌。